# Hordeum arizonicum
Hordeum arizonicum là một loài thực vật có hoa trong họ Hòa thảo. Loài này được Covas mô tả khoa học đầu tiên năm 1949.